# Xerpas
Os xerpas ou sherpas (xherpas ou sherpas em inglês) são uma etnia da região mais montanhosa do Nepal, no alto dos Himalaias. Segundo os linguistas, são considerados como membros do povo tibetano. Na língua xerpa, shyar significa "leste"; pa é o sufixo significando 'povo': daí a palavra shyarpa ou xerpa. Na China, eles são conhecidos como Xiaerba.

## Território nativo

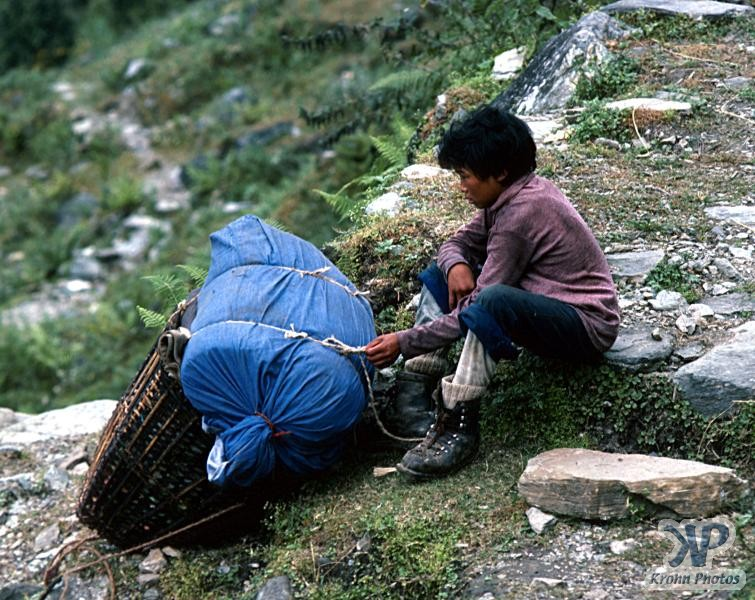
Um xerpa carregando mantimentos

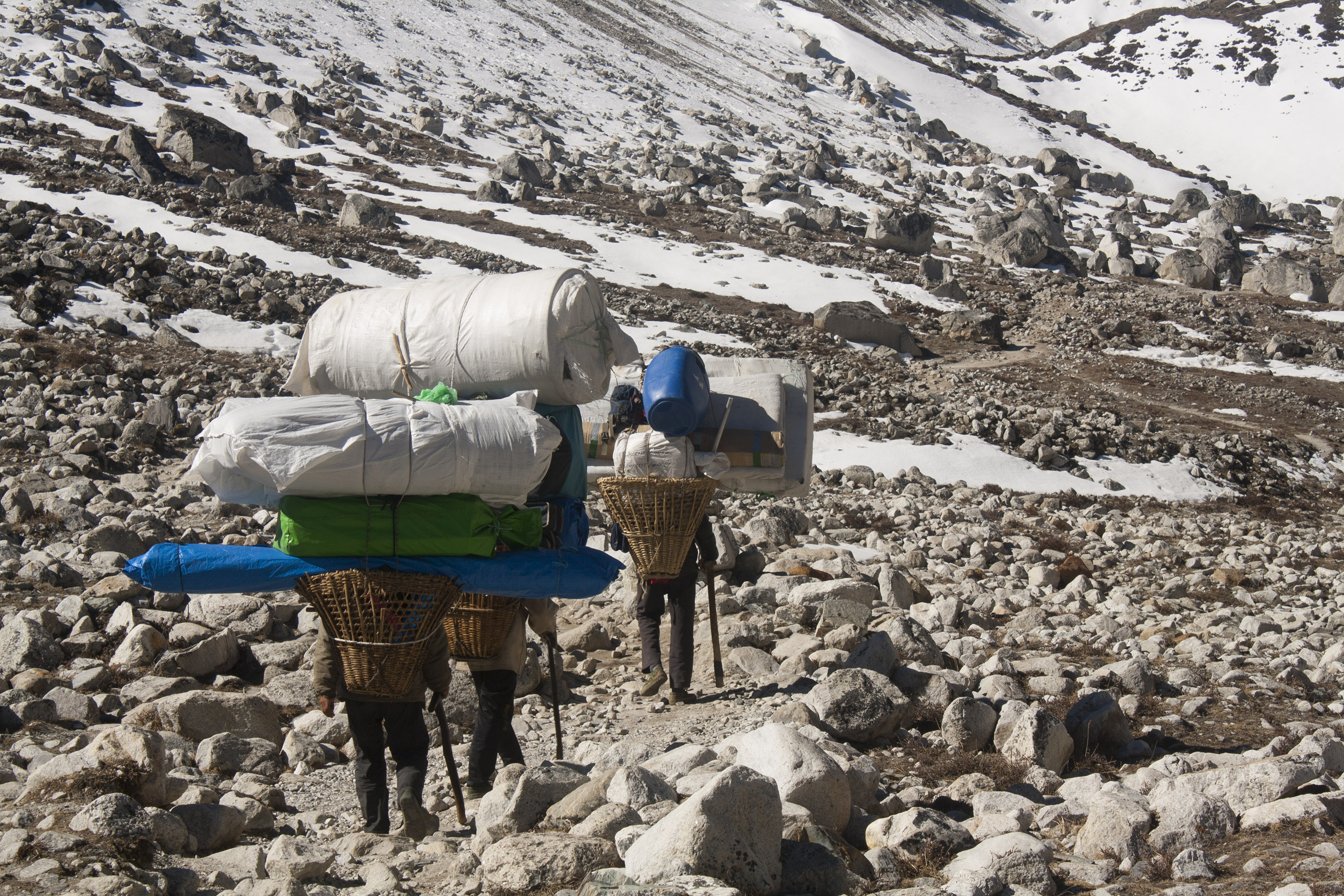
Xerpas na trilha para Lobuche

A maioria dos xerpas vive nas regiões orientais do Nepal (Solu, Khumbu ou Pharak). No entanto, alguns vivem mais a oeste, no vale Rolwaling e na região de Helambu, ao norte de Catmandu. Pangboche é a mais antiga vila xerpa do Nepal, e acredita-se ter sido construída há mais de 300 anos. Os xerpas falam sua língua própria, que se assemelha a um dialeto do tibetano. Eles são por tradição comerciantes e agricultores, cultivando seus campos de batatas, cevada e trigo. Alguns vivem perto de Namche Bazaar. Os Jirels, povo originário de Jiri, têm parentesco étnico com os xerpas. Diz-se que os Jirels são descendentes de uma mãe xerpa e de um pai Sunuwar (outro grupo étnico da parte oriental do Nepal. Na Índia, os xerpas também vivem nas cidades de Darjeeling e Kalimpong, bem como no estado indiano de Siquim.
Tradicionalmente, mas nem sempre, os nomes dos homens xerpa refletem frequentemente o dia da semana em que nasceram:
| Português     | Xerpa  |
| ------------- | ------ |
| Domingo       | Ngi`ma |
| Segunda-feira | Dawa   |
| Terça-feira   | Mingma |
| Quarta-feira  | Lhakpa |
| Quinta-feira  | Phurba |
| Sexta-feira   | Pasang |
| Sábado        | Benga  |

## Xerpas e montanhismo
Os xerpas foram de um valor incomensurável para os alpinistas das primeiras explorações da região do Himalaia, servindo de guias e carregadores nas altitudes extremas dos picos e passos da região. Hoje em dia, o termo foi estendido para se aplicar a praticamente qualquer guia ou carregador empregado pelas expedições que se aventuram pelo Himalaia. No entanto, no Nepal, os xerpas insistem frequentemente em fazer uma distinção entre eles mesmos e os carregadores normais, já que eles têm também um papel de guias e reclamam salários mais elevados e maior respeito da comunidade.
É frequente ver-se o termo genérico xerpa, significando "guia", escrito em minúsculas, em contraste com o termo Xerpa, com inicial maiúscula, significando o grupo étnico (em língua inglesa).